# Гвардійський проспект (Сіверськодонецьк)
Гварді́йський проспект — проспект у Сіверськодонецьку, одна з центральних і найдовша магістраль міста. Довжина 9 220 метрів. Офіційно починається від повороту на Лисичанськ (ч/з Синецький) (там вулиця переходить у Промислову вулицю. Перетинається з вулицями Пивоварова та Богдана Ліщини, Автомобільною вулицею, Центральним проспектом, Донецькою вулицею, проспектом Космонавтів, вулицями Князя Володимира і Дмитра Сірика. Впирається в ліс, де активно триває нова забудова котеджного містечка. Спочатку розташовані промислові підприємства, але поштові адреси починаються від житлової забудови на перетині з Автомобільною вулицею. Названа на честь 41-ї гвардійської стрілецької дивізії РСЧА, яка зайняла Лісхімстрой під час Другої світової війни. Про це свідчать меморіальні дошки на кількох будинках проспекту.
На проспекті розташовані Державний науково-дослідний інститут техніки безпеки в хімічній промисловості, редакція газети «Проспект», ЦУМ, ринок «Успіх» (Хитрий ринок).